# Christkindelsmärik

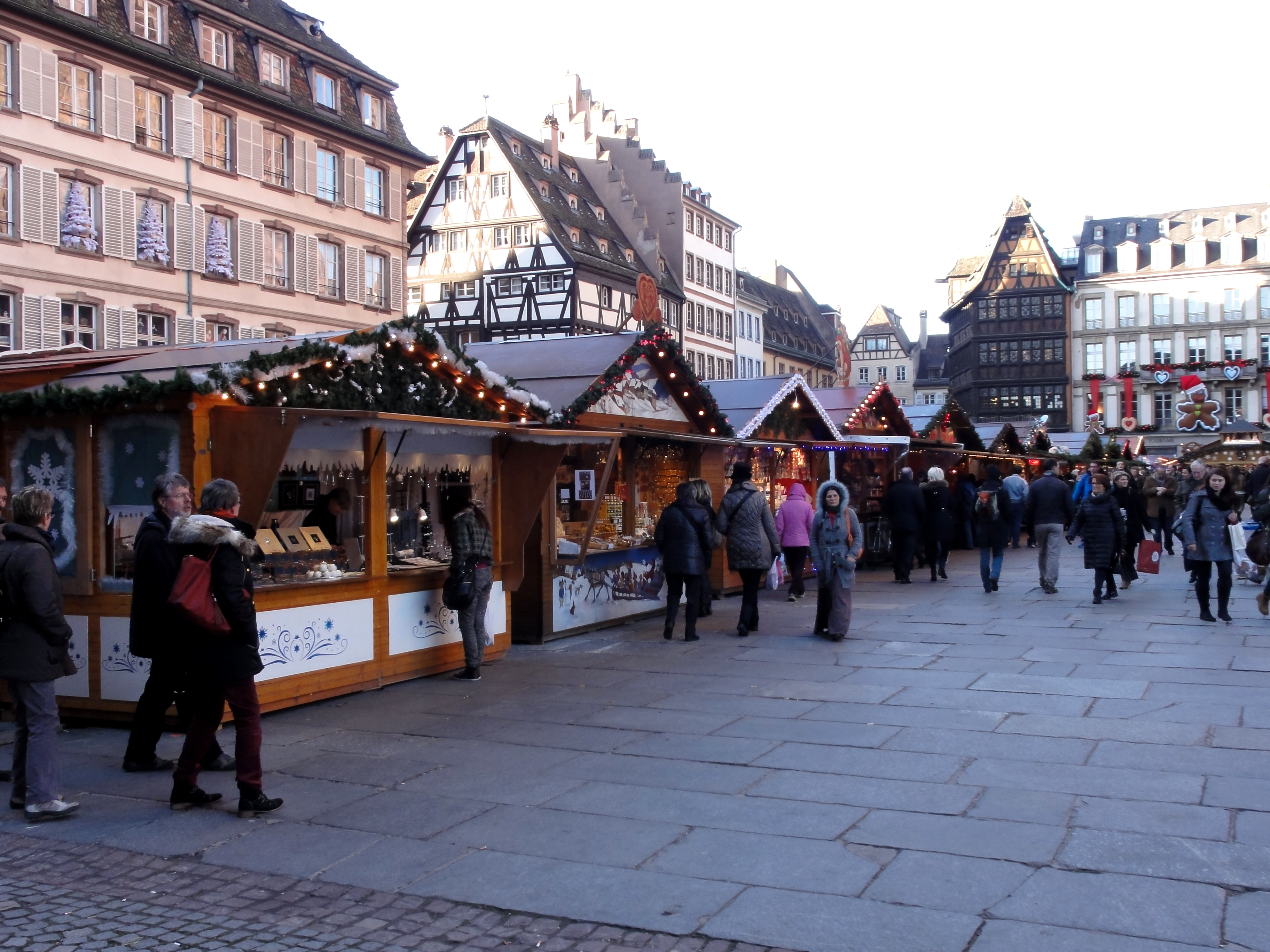
Il Christkindelsmärik nel 2013

Il Christkindelsmärik (in dialetto alsaziano significa "Mercato di Gesù Bambino") è un mercatino di Natale che si svolge ogni anno dal 24 novembre al 24 dicembre a Strasburgo, in Francia, nei pressi della Cattedrale di Strasburgo e a Place Kléber.

## Descrizione
Il mercatino attira circa 2 milioni di visitatori ogni anno. Gli hotel possono essere prenotati con un anno di anticipo e alcuni guadagnano tra il 15 e il 17% del loro reddito totale annuale grazie ai visitatori del Christkindelsmarik.

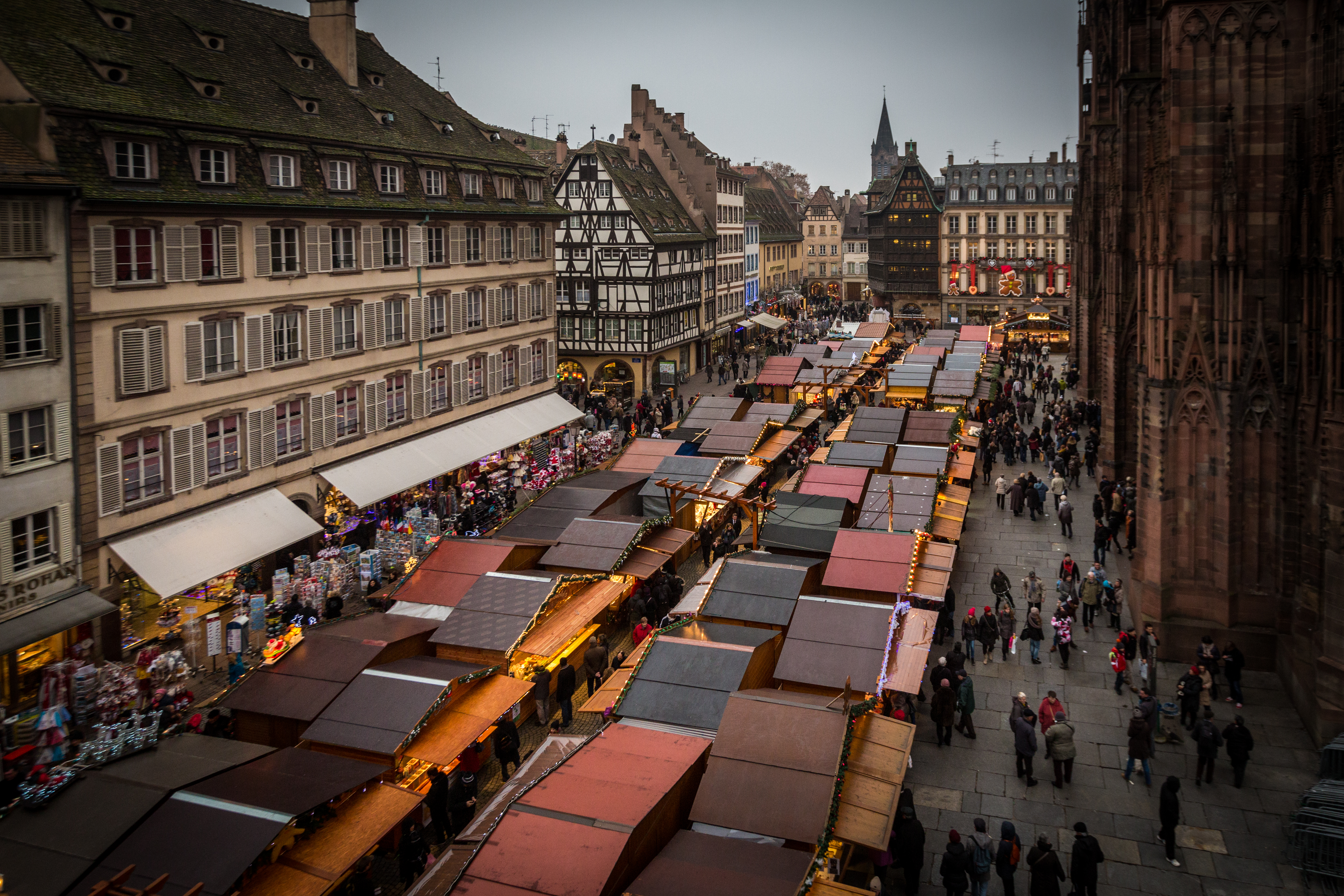
Vista dall'alto del mercatino di Natale di Strasburgo

È considerato uno dei mercatini di Natale più antichi e famosi d'Europa. Si stima che la città benefici di un ritorno economico di 16 milioni di euro da questa manifestazione. 

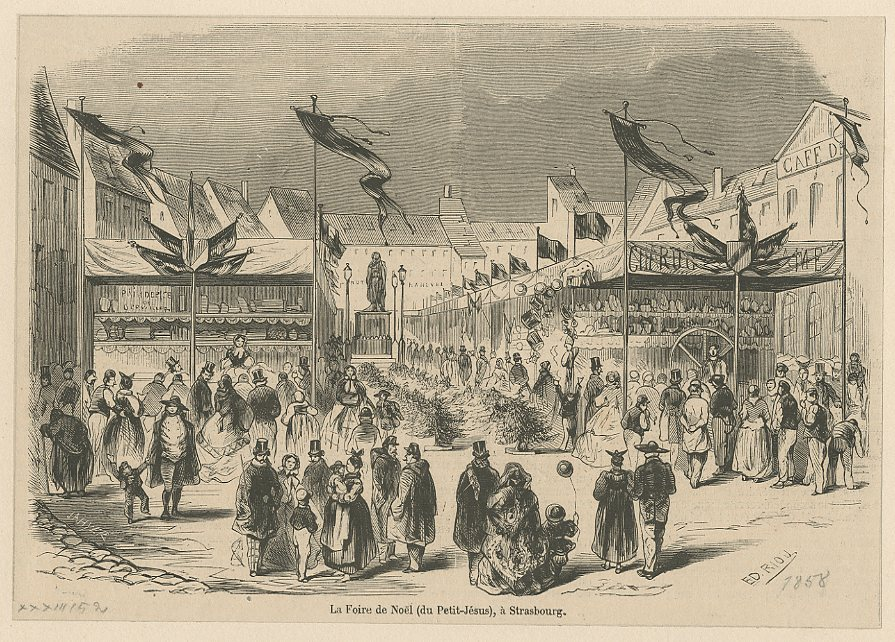
Illustrazione del mercatino di Strasburgo del 1857 pubblicato sul numero della rivista Le Monde di gennaio 1858

A Strasburgo il Christkindelsmärik si svolge intorno alla sua cattedrale fin dal 1570, rendendolo uno dei più antichi mercatini di Natale in Europa. Il nome "Christkindelsmärik" è di origine alsaziana, è un termine derivante dalla linguistica dialettale germanica, che era la lingua principalmente parlata in Alsazia fino al XX secolo. 
Si svolge principalmente in Place Kléber, Place Broglie, Place du Marché aux Cochons de lait e attorno alla cattedrale.

### Attentato del dicembre 2018
Il mercatino di Natale è stato teatro, l'11 dicembre 2018, di un grave attentato terroristico con vittime e feriti di varie nazionalità tra coloro che erano presenti in quel momento tra le piccole casette.